# Shivrinarayan
Shivrinarayan è una suddivisione dell'India, classificata come nagar panchayat, di 8.107 abitanti, situata nel distretto di Janjgir-Champa, nello stato federato del Chhattisgarh. In base al numero di abitanti la città rientra nella classe V (da 5.000 a 9.999 persone).

## Geografia fisica
La città è situata a 21° 59' 26 N e 82° 36' 55 E.

## Società

### Evoluzione demografica
Al censimento del 2001 la popolazione di Shivrinarayan assommava a 8.107 persone, delle quali 4.177 maschi e 3.930 femmine. I bambini di età inferiore o uguale ai sei anni assommavano a 1.467, dei quali 869 maschi e 598 femmine. Infine, coloro che erano in grado di saper almeno leggere e scrivere erano 5.113, dei quali 3.032 maschi e 2.081 femmine.